# 杨作材
杨作材，江西德化（今九江）人，中华人民共和国政治人物。
毕业于武汉大学，曾任延安自然科学院校务处处长、中央军委办公厅副主任、冀热辽军区政治部秘书处处长、东北林务总局局长。中华人民共和国成立后，担任中华人民共和国重工业部办公厅副主任，冶金工业部设计司司长，国家建委副主任，国家计委副主任。